# Episodi di Love Boat (decima stagione)
La decima stagione della serie televisiva Love Boat è stata trasmessa in anteprima negli Stati Uniti d'America dalla ABC tra il 21 novembre 1986 e il 27 febbraio 1987.
| nº | Titolo originale              | Titolo italiano | Prima TV USA     | Prima TV Italia |
| -- | ----------------------------- | --------------- | ---------------- | --------------- |
| 1  | The Shipshape Cruise          |                 | 21 novembre 1986 |                 |
| 2  | The Christmas Cruise (Part 1) |                 | 25 dicembre 1986 |                 |
| 3  | The Christmas Cruise (Part 2) |                 | 25 dicembre 1986 |                 |
| 4  | Who Killed Maxwell Thorn?     |                 | 27 febbraio 1987 |                 |